# Namea callemonda
Namea callemonda là một loài nhện trong họ Nemesiidae.
Namea callemonda được miêu tả năm 1984 bởi Raven.